# Пертате
Пертате (серб. Пертате) — населённый пункт в общине Лебане Ябланичского округа Сербии.

## Население
Согласно переписи населения 2002 года, в селе проживало 1559 человек (1404 серба, 149 цыган и другие).
| Численность населения | Численность населения | Численность населения | Численность населения | Численность населения | Численность населения | Численность населения | Численность населения |
| 1948                  | 1953                  | 1961                  | 1971                  | 1981                  | 1991                  | 2002                  | 2011                  |
| --------------------- | --------------------- | --------------------- | --------------------- | --------------------- | --------------------- | --------------------- | --------------------- |
| 1246                  | 1321                  | 1381                  | 1424                  | 1535                  | 1426                  | 1559                  | 1312                  |

## Религия
Согласно церковно-административному делению Сербской православной церкви, село относится к Первому бошняцкому приходу Ябланичского архиерейского наместничества Нишской епархии.

## Известные уроженцы
- Доментиан (Павлович) — епископ Враньский.